# فرناندو آیالا
فرناندو آیالا (اسپانیایی: Fernando Ayala‎؛ ‏ ۲ ژوئیهٔ ۱۹۲۰ – ۱۱ سپتامبر ۱۹۹۷) کارگردان فیلم، فیلم‌نامه‌نویس اهل آرژانتین بود.
از فیلم‌هایی که وی در آن نقش داشته‌است، می‌توان به مادربزرگ و خروج ممنوع اشاره کرد.